# Сиримбет (Айиртауський район)
Сиримбе́т (каз. Сырымбет) — село у складі Айиртауського району Північноказахстанської області Казахстану. Адміністративний центр Сиримбетського сільського округу.
Населення — 430 осіб (2021; 635 у 2009, 719 у 1999, 1053 у 1989).
Національний склад станом на 1989 рік:
- казахи — 75 %.